# Roland Koch

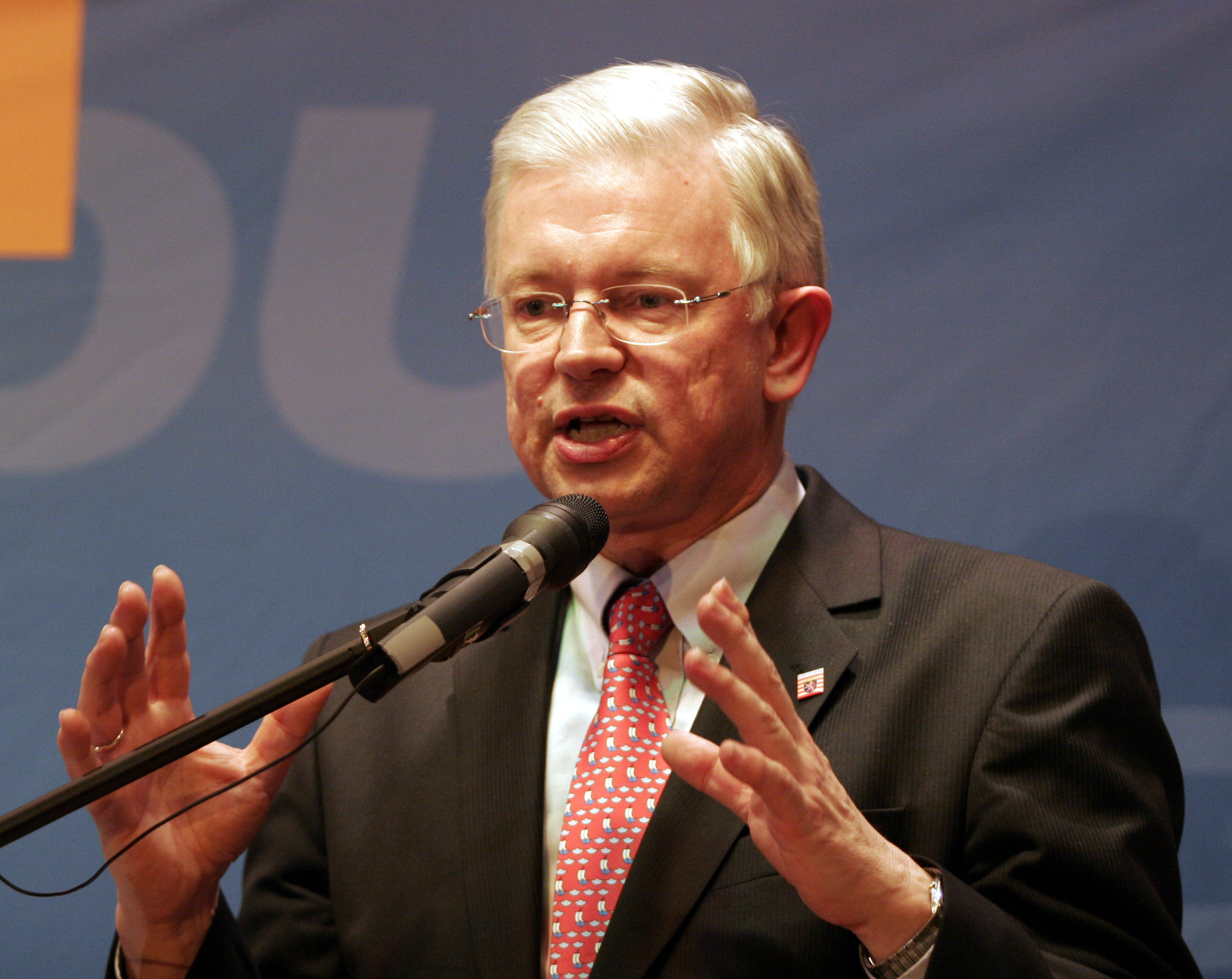
Roland Koch

Roland Koch, född den 24 mars 1958 i Frankfurt am Main, är en tysk konservativ politiker tillhörande CDU och var från 1999 till 2010 Hessens ministerpresident. Den 25 maj 2010 tillkännagav Roland Koch att han kommer att lämna samtliga politiska uppdrag. Den 31 augusti 2010 avgick han som ministerpresident. Han har även lämnat delstatsparlamentet, där han hade ett mandat. Koch efterträddes som distriktsordförande och ministerpresident i Hessen av Volker Bouffier.